# Marcel Henri Alphonse Fontaine
Pour les articles homonymes, voir Fontaine.
Marcel Henri Alphonse Fontaine, est né à Venaco, en Corse du sud le 4 septembre 1900 et mort pour la France, le 6 mai 1942 à la bataille de Diégo Suarez à Madagascar, est un officier de la Marine française

## Biographie
Fils de Charles Antoine Fontaine (1864-1943) officier de la Marine nationale française, directeur des mouvements du port de Cherbourg, et directeur des chemins de fer de la Corse, chevalier de la Légion d'honneur, et de Mathilde Julienne Fortier son épouse.
Il fait ses études primaires en Corse, puis secondaires et supérieurs à l'Institut Stanislas de Cannes, et entre à l'École navale, de Brest en 1918. Il embarque sur le croiseur école Jeanne d'Arc, et en 1920 il est affecté sur le croiseur-cuirassé Montcalm en Extrême-Orient dans le cadre de la mission Joffre en Extrême-Orient entre le 11 novembre 1921 et 12 mars 1922, mission diplomatique ayant pour but de renforcer l'influence française dans les pays émergents asiatiques (Indochine, Cambodge, Siam, Japon, Corée et république de Chine) et de les remercier pour leur participation à la Grande Guerre. Le gouvernement fait appel au maréchal Joffre, héros de la bataille de la Marne, comme ambassadeur de prestige pour cette mission. En 1922, il embarque sur l'aviso Chamois, puis sur le Lapérouse, navire hydrographique en Indochine en 1925, et à nouveau sur la Jeanne d'Arc en 1927. En 1928 il est affecté sur le croiseur Edgar Quinet, puis en 1931 sur l'aviso l' Alerte, stationnaire en Indochine. En 1933, il est à Cherbourg, à bord du torpilleur le Cyclone.
De 1935 à 1937 il enseigne à l'école navale de Brest. En 1938, il embarque sur le contre-torpilleur Mogador, avec le grade de capitaine de corvette.

### Seconde Guerre mondiale
En 1939, la France possède une vraie puissance navale placée sous le commandement de l’amiral Darlan depuis 1937. En 1939, Marcel Fontaine fait la campagne du Maroc à bord  du torpilleur le Basque, basé à Casablanca où il est promu capitaine de frégate en 1940. Il reste à Casablanca jusqu’en février 1940, il rejoint ensuite Brest.
Après l’armistice de juin 1940, il est affecté sur le Casque, un torpilleur de 1 800 tonnes qui vient de sortir en juin 1940 de l'arsenal de Toulon, et qui part pour Mers-el-Kébir où les anglais détruisent une partie la flotte française le 3 juillet 1940.

## La bataille de Mers el-Kébir
Une fois la France occupée, il n'est pas un marin qui ne soit décidé à poursuivre le combat aux côtés des Anglais, mais tout ceci prit une autre tournure après la destruction de l'escadre française au mouillage à Mers-el-Kébir. Ce geste d'une grande lâcheté devant une flotte dans l'impossibilité de se défendre fut une erreur monumentale de Winston Churchill qui lança cette offensive sans même en référer à Charles de Gaulle pas plus qu'au maréchal Pétain et va exacerber la rancune de la Royale envers la Perfide Albion. Il est certain que l'Angleterre ne craignait qu'une chose c'est que cette flotte française ne tombe aux mains des Allemands et pour éviter cela elle était prête aux pires vilénies.
Le commandant Fontaine demande le commandement qui lui est accordé en septembre 1941 du croiseur auxiliaire Bougainville, ex cargo bananier : Victor Schoelcher, de la compagnie générale transatlantique, à nouveau réquisitionné le 1er octobre 1941 transformé et reconditionné en navire de guerre ou il appareille de Toulon dans le plus grand secret le 21 novembre 1941 pour Casablanca, sous le faux nom de Tamara peint en lettres noires de 5 mètres de haut. Il est réarmé en croiseur auxiliaire avec un armement composé de 3 pièces de 138,6 ; 2 pièces de 75m/m et 2 pièces de 37. Il est alors baptisé Bougainville, après avoir franchi sans être arraisonné le détroit de Gibraltar, occasion pour le commandant Fontaine d'offrir le champagne à son équipage. Il va dès lors effectuer des missions de ravitaillement vers Madagascar et la Côte Française des Somalis, et ravitaille par deux fois Djibouti à travers le blocus anglais. Il a accepté comme second à son bord Raymond Émile Maggiar (1905-1995). Parmi son équipage, le lieutenant de vaisseau Gabriel Bonnet (11918-1993), chef du service artillerie, le médecin de 1ère classe Gaston Moretti (1915-2003), les ingénieurs de 1ère et 2ème classe Gachet et Dutray, les enseignes de vaisseau de 1ère classe : Charles Eugène Chêne (1917-2008), Joseph Louis Hinden (1917-1999), François Eugène Herriberry (1919-1997) ; les enseignes de vaisseau de 2ème classe promotion 1939, un an seulement à l'école navale : Jean du Moulin de la Barthete (1919-1997), François Pierre Vilarem (1920-2005), Bernard, Michel Joseph Le Harivel de Gonneville (1919-1997), et Robert André Durville (1919-2013).
Les Anglais craignant cette fois un débarquement des Japonais en Inde, décident de monter une opération maritime en vue de se saisir d'un port stratégique à la pointe de Madagascar en réitérant le même coup qu'à Mers-el-Kébir.
L'amiral Edward Neville Syfret (1889-1972) commanda à partir de 1941 les forces navales, et lors de l'opération Ironclad, visant de l'invasion de Madagascar. Les troupes britanniques débarquent dans la baie d’Ambararata et dans la baie Courrier, juste à l'ouest du grand port de Diego-Suarez, à la pointe nord de Madagascar. La garnison, sous le commandement du général Alfred Guillemet (1884-1955) et du capitaine de vaisseau Paul Maerten (1896-1970), d'environ 4 000 hommes, dont 800 Européens, réussit à contenir les assaillants durant toute la journée.
Le 5 mai 1942, le commandant Fontaine est surpris à bord de son navire au mouillage de Diégo-Suarez par l'attaque anglaise. Attaqué par 5 ou 6 avions Fairey Swordfish, il reçoit deux torpilles et coule pavillon haut, sa DCA continuant à tirer malgré l'incendie. Le commandant Fontaine et les rescapés de son équipage, ainsi que ceux du sous-marin Bévéziers, commandé par le lieutenant de vaisseau René Christian Richard (1912-1993), qui tente d'appareiller avec deux tiers de son équipage pour sortir de la grande rade, vers 6 heures. Trois Swordfish le grenadent et il commence à dériver. Il subit deux nouvelles attaques qui atteignent sa coque. À 6 h 10, le sous-marin commence à couler. Le commandant fait surface pour permettre à l'équipage d'évacuer le bâtiment qui s'enfonce. C’est alors qu’un des trois Swordfish vire, revient sur le lieu de l’attaque et mitraille les naufragés, faisant deux disparus et quatre blessés parmi les marins du Bévéziers. Le sous-marin disparaît à la position 12° 16' 30" Sud et 49° 17' 05" Est.
Les équipages survivants réussissent à rejoindre la base navale pour poursuivre le combat. Ils sont envoyés au sud de la ville pour renforcer la ligne de défense terrestre entre les forts G de Betaïtra et H d’Anamakia. C’est sur ce front de 2 000 mètres qu’ont lieu les combats les plus meurtriers. La ligne de front est percée en son centre par les Anglais dans la soirée du 6 mai et encerclent les derniers points de défense tenus par les marins. Le commandant de la compagnie malgache perd son capitaine qui est tué. Le commandant Fontaine en prend le commandement, mais il sera tué à son tour dans la soirée du 6 mai 1942, vers 22 h 30, près du blockhaus de la route d’Anamakia, qui abritait un canon de 75 mm. Il avait conduit héroïquement, à la tête de ses troupes, les combats du côté français sur cette partie de la ligne de défense, durant deux jours sans interruption. Il est alors cité à l'ordre de l'armée de mer. Le lendemain le Capitaine de réserve Jean Assollant sera tué en combat aérien lui qui fut un des trois premiers français à avoir traversé l'Atlantique nord en avion le 16 juin 1929.
Le commandant Fontaine fut inhumé au cimetière militaire de Diégo Suarez.

### Décorations
- Chevalier de la Légion d'honneur le 24 décembre 1931
- Officier de la Légion d'honneur le 1er juillet 1941
- Commandeur de la Légion d'honneur[2]
- Ordre de l'armée de mer citation pour ses actions de ravitaillement et d'humanitaires « Officier que la noblesse de ses sentiments et ses qualités professionnelles ont toujours fait considérer comme un sujet hors pair. Modèle des vertus militaires. Commandant le croiseur auxiliaire Bougainville, basé sur Madagascar, s'est vu confier des missions délicates menées avec succès grâce à son intelligente minutie dans la préparation, à son audace dans l'exécution, et en toutes circonstances, à la conscience intégrale de son devoir. A réussi en particulier à deux reprises en forçant le blocus britannique à amener à Djibouti un important ravitaillement contribuant ainsi à prolonger l'héroïque résistance de la colonie. A réussi à évacuer de Djibouti sur son bâtiment, dans des conditions délicates 600 femmes enfants et malades... »
- Ordre de l'armée de mer citation par ordre n°532 FMF/3 du 23 mai 1942 : « Le capitaine de vaisseau Fontaine commandant le croiseur auxiliaire Bougainville, au cours de l'attaque britannique sur Diégo Suarez, son bâtiment ayant été coulé par les premières bombes anglaises, a combattu désespérément à terre avec les défenseurs de la place. S'est exposé avec une magnifique bravoure pour venger la perte de son bâtiment, forçant par sa conduite l'admiration de tous. Est mort en héros »
- Ordre de l'armée de mer le croiseur auxiliaire Bougainville a reçu la citation suivante : citation par ordre n°634 FMF/3 du 21 juin 1942 : « Le croiseur auxiliaire Bougainville, atteint par deux torpilles au mouillage de Diégo Suarez dès le début de l'attaque du 5 mai 1942, a coulé pavillon haut, tirant sur les avions ennemis jusqu'à sa disparition complète. Tout l'équipage valide a ensuite participé avec le plus bel élan, suivant le magnifique exemple du capitaine de frégate Fontaine, son commandant, glorieusement tombé le 6 mai »
- Croix de guerre 1939-1945 (France) avec palmes

### Avancement
- 1er octobre 1919 : Enseigne de vaisseau de 2e classe au port de Cherbourg
- 1919 : Aspirant
- 1er octobre 1921 : Enseigne de vaisseau de 1re classe
- 11 janvier 1927:Lieutenant de vaisseau
- 15 juin 1937 : Capitaine de corvette
- 17 novembre 1940 : Capitaine de frégate
- 5 mai 1942 : Capitaine de vaisseau

### Affectations et commandements
- 1918-1919 : École navale Brest (Laninon) sous l'autorité du commandant de l'école : Lucien Pierre François Latourette (1868-1937).
- 1919-1920 : Croiseur cuirassé Jeanne d'Arc, École d'application des enseignes de vaisseau, sous le commandement du capitaine de vaisseau Eugène Charles Jolivet (1868-1926)
- 1920-1922 : Croiseur cuirassé Montcalm, sous le commandement de Georges Emmanuel Joseph Duc (1870-1925), porte pavillon du contre-amiral Félix Thomine (1866-1941) commandant la Division navale d'Extrême-Orient.
- 1922-1924 : Aviso Chamois, école de pilotage de Brest-Saint-Servan sous le commandement du commandant Marcel Traub (1878-1954), en même temps que le futur amiral Darlan.
- 1925-1925 : Aviso Ancre qui depuis mars 1924 est affecté à l’école de pilotage de Saint Servan en remplacement du Chamois, et sous le commandement du capitaine de frégate Jean Louis Xavier François Darlan[3].
- 1925-1925 : Service hydrographique de la Marine à Paris
- 1925-1925 : Canonnière anti sous-marines: Ardent, à Cherbourg
- 1925-1927 : Astrolabe, bâtiment hydrographe en Indochine officier en second sous le commandement du lieutenant de vaisseau Morazzini  [Note 2]
- 1927-1928 : Croiseur cuirassé Jeanne d'Arc, école d'application des enseignes de vaisseau
- 1928-1929 : Croiseur cuirassé  Edgar Quinet, départ de Brest, au large de Vigo, Maroc (Casablanca, Fez et Rabat), Saint-Vincent du Cap Vert, en direction de Trinidad, , le canal de Panama, Los Angeles, Hollywood, , San Francisco, San Diego, La Havane, Les Saintes, Martinique, Balata, La Trinité, Dakar, Alger[4]. École d'application du chiffre et secrétaire du commandant Darlan
- 1929-1930 : Officier d'ordonnance du Ministre de la Marine Georges Leygues et secrétaire du chef du cabinet Militaire.
- 1930-1931 : État-major de la Marine (Algérie) sous le vice-amiral Louis-Hippolyte Violette (1869-1950), participe au traité naval de Londres avec le contre-amiral Darlan pour la France.
- 1931-1933 : Lieutenant de vaisseau de la canonnière Alerte à Saïgon, en Indochine
- 1933-1935 : Torpilleur Cyclone, 1ère Escadre à Toulon[5]sous le commandement du capitaine de frégate Jean-Louis Négadelle (1893-1944).
- 1935-1937 : École navale à Brest (Saint-Pierre Quilbignon,) comme professeur de navigation, nommé capitaine de corvette, sous le commandement du capitaine de vaisseau Ven (1934-1937).
- 1937-1939 : Contre-torpilleur Mogador, à Lorient, sous le commandement de Paul Maerten
- 1939-1939 : Capitaine de corvette, commandant du bâtiment océanographique  Président Théodore Tissier, Brest
- 1939-1940 : Capitaine de corvette, commandant du torpilleur  Casque, à Toulon
- 1940-1940 : Capitaine de corvette affecté au Groupe des torpilleurs en gardiennage
- 1941-1941 : Capitaine de frégate du croiseur auxiliaire  Victor Schoelcher, Diégo Suarez (Madagascar)
- 1941-1942 : Capitaine de frégate du croiseur auxiliaire  Bougainville, ex Victor Schoelcher, Diégo Suarez (Madagascar)

### Famille
- Charles Louis Fontaine est le père de :
  - Victor Maurice Fontaine (1857-1933), Officier de la Marine française, promotion 1873
  - Charles Antoine Fontaine (1864-1943), époux de Mathilde Julienne Fortier parents de:
    - Paul Louis Antoine Fontaine (1899-1976)
    - Marcel Henri Alphonse Fontaine (1900-1942), Officier de La Marine française, Mort pour la France. Il épouse, le 20 décembre 1935 à Sanvic en Seine-Maritime Charlotte Anne Marie Andrée Presle, née le 13 juin 1913 au Havre fille de Alfred Jules Presle, courtier et Charlotte Marie Louise Ernestine Feuchères, son épouse [Note 3]. De cette union naîtront :
      - Olivier (septembre 1936),
      - Emmanuel (Avril 1939-Février 2023),
      - Laurent (Octobre 1940),

Trois enfants qui ont respectivement, 6, 3 et 2 ans à la mort de leur père. La famille avait une habitation à Saint-Servan.

### Hommages
- « ...basé sur Madagascar, s'est vu confier des missions délicates menées avec succès grâce à son intelligente minutie dans la préparation, à son audace dans l'exécution et, en toutes circonstances, à la conscience intégrale de son devoir. A réussi en particulier à deux reprises en forçant le blocus britannique à amener à Djibouti un important ravitaillement, contribuant ainsi à prolonger l'héroïque résistance de la colonie. A réussi également à évacuer de Djibouti sur son bâtiment, dans des conditions délicates, 600 femmes, enfants et malades. »[6]
- Un plaque commémorant son souvenir a été posée sur le mur du collège de l'Institut Stanislas de Cannes à la fin de la guerre.

## Écrits
- "Le guide côtier de l'Indochine", qui lui a valu les remerciements du ministre de la Marine: Georges Leygues par décision ministérielle du 24 juin 1932

### Iconographie
- Portrait du commandant Marcel Fontaine, pastel, signé et daté 1936, par Anne-Marie Feuchères (1892-1956), collection Laurent Fontaine[7]